# Suite Punta del Este
Suite Punta del Este es una obra musical compuesta por Astor Piazzolla para bandoneón y orquesta de cuerdas. La obra consta de tres movimientos: Introducción, Coral y Fuga. Esta obra, es un homenaje a la ciudad balnearia de Punta del Este, Uruguay ciudad en la que el compositor argentino tenía una casa y pasaba largas temporadas de descanso.
Esta obra se usó en la película de Terry Gilliam Doce monos, aunque la grabación que se utiliza en la película no es original de Piazzolla sino una versión hecha por los productores. 
Existe una sola grabación comercial de la Suite Punta del Este en donde el mismo compositor ejecuta el bandoneón. Esta grabación se llevó a cabo en Caracas, Venezuela en 1982 junto a la Orquesta de Cámara de Caracas.
- Datos: Q7635565